# Дарія Ніколоді
Дарія Ніколоді (італ. Daria Nicolodi; 19 червня 1950, Флоренція — 26 листопада 2020, Рим) — італійська акторка та сценарист. Мати Азії Ардженто.

## Життєпис
Народилась 19 червня 1950 року у Флоренції в родині юриста Ауреліо Ніколоді (1894—1950), учасника Опору, і Фульвії Казелла, дочки композитора Альфредо Казелла. 1967 року вона переїхала до Риму, де вступила до Національної академії драматичного мистецтва ім. Сільвіо Д'Аміко. Там її помітив театральний режисер Лука Ронконі, який запропонував їй дебютувати в наступному році на Міжнародному театральному фестивалі у Венеції.
1970 року почала знімалася в кіно та на телебаченні, мала значимі роботи в театрі та кіно під керівництвом Еліо Петрі. У 1971—1974 роках перебувала у стосунках зі скульптором Марко Черолі. Їхня дочка Анна народилась 9 червня 1972 року (трагічно загинула в дорожній аварії 29 вересня 1994 року).
У 1974—1985 роках у стосунках з режисером Даріо Ардженто, з яким познайомилася під час прослуховування до фільму «Криваво-червоне». 1975 року в пари народилась донька Азія Ардженто, яка також стала акторкою та режисером. У 1975—1987 роках Ніколоді як акторка та сценарист брала участь в усіх кінопректах Даріо Ардженто — «Криваво-червоне» (1975), «Суспірія» (1977), «Пекло» (1979), «Тремтіння» (1982), «Феномен» (1985) та «Жах в опері» (1987). Після розриву стосунків з режисером знялася в низці кіно- та телефільмів різного жанру, таких як «Макарони» (1985), «Фотографія Джой» (1987), «Жах Паганіні» (1989, також автор сценарію), «Кінець відомий» (1993) та інших. Пізніше з'явилася в кількох стрічках, в яких головну роль виконувала її дочка Азія (сповнене самоіронії камео у «Віола цілує всіх»). 2009 року зіграла невелику роль медіума в мінісеріалі «Флорентійський монстр», заснованому на реальних подіях.
Дарія Ніколоді померла 26 листопада 2020 року у Римі в 70-річному віці від інфаркту.

## Вибрана фільмографія
Акторка:

| Рік  |   | Українська назва                | Оригінальна назва               | Роль                                            |
| ---- | - | ------------------------------- | ------------------------------- | ----------------------------------------------- |
| 1970 | ф | Народ проти                     | Uomini contro                   | медсестра                                       |
| 1972 | ф | Саломея                         | Salomè                          | епізод                                          |
| 1973 | ф | Власність більше не є крадіжкою | La proprietà non è più un furto | Аніта                                           |
| 1974 | с | Портрет жінки під вуаллю        | Ritratto di donna velata        | Еліза                                           |
| 1975 | ф | Криваво-червоне                 | Profondo rosso                  | Джіанна Бреззі                                  |
| 1977 | ф | Суспірія                        | Suspiria                        | жінка в аеропорту (епізод)                      |
| 1977 | ф | Шок                             | Schock                          | Дора Леві                                       |
| 1980 | ф | Пекло                           | Inferno                         | графиня Еліза де Лонгвалле Адлер                |
| 1981 | ф | Овочевий суп                    | Il minestrone                   | дружина Джильдо                                 |
| 1982 | ф | Тремтіння                       | Tenebre                         | Анна                                            |
| 1982 | с | Верді                           | Verdi                           | Маргарита Барецці, перша дружина Джузеппе Верді |
| 1985 | ф | Феномен                         | Phenomena                       | фрау Брукнер                                    |
| 1985 | ф | Макарони                        | Maccheroni                      | Лаура Ді Фалько                                 |
| 1987 | ф | Фотографія Джой                 | Le foto di Gioia                | Евелін                                          |
| 1987 | ф | Жах в опері                     | Opera                           | Міра                                            |
| 1989 | ф | Сіндбад семи морів              | Sinbad of the Seven Seas        | оповідач                                        |
| 1989 | ф | Жах Паганіні                    | Paganini Horror                 | Сільвія Хаккет                                  |
| 1991 | ф | Секта                           | La setta                        | сектантка-лікарка                               |
| 1993 | ф | Кінець відомий                  | La fine è nota                  | Міра, адвокат                                   |
| 1998 | ф | Слова кохання                   | La parola amore esiste          | мати Анджели                                    |
| 1998 | ф | Віола цілує всіх                | Viola bacia tutti               | Сибілла                                         |
| 2000 | ф | Пурпурова діва                  | Scarlet Diva                    | мати Анни                                       |
| 2000 | ф | Роза і Корнелія                 | Rosa e Cornelia                 | Елеонора, мати Корнелії                         |
| 2004 | ф | Сонячний (короткометражний)     | Soleado                         | місіс Фогоні                                    |
| 2007 | ф | Мати сліз                       | La terza madre                  | Еліза Менді                                     |
| 2009 | с | Флорентійський монстр           | Il monstro di Firenze           | медіум                                          |

Сценарист:
- Суспірія / Suspiria (1977)
- Жах Паганіні / Paganini Horror (1989)